# Canal+ (plataforma satélite francesa)
Canal+ (anteriormente Canal y Canalsat) es un operador de televisión por satélite y ADSL lanzado inicialmente bajo el nombre de Canalsatellite en versión analógica el 14 de noviembre de 1992 y más tarde en digital el 27 de abril de 1996. Durante el año 2006, Canalsat absorbe a su competidor directo TPS y las dos ofertas se fusionan bajo el nombre de "Nouveau Canalsat" en virtud de un acuerdo comercial y corporativo. En 2007, Canalsat es propiedad al 100% del Groupe Canal+, que está controlado por Vivendi y opera los satélites Astra a 19.2 grados Este para su transmisión. El Canal+ Group controla Canal+ France, que se beneficia de la fusión TPS/Canalsat que tuvo lugar en 2008. Esta fusión fue cuestionada en 2011 por la autoridad de competencia, pero fue confirmada en diciembre de 2012 por el Conseil d'État. El 15 de noviembre de 2016, para reflejar una nueva estrategia, en particular la comercialización de ofertas, Canalsat se convierte en Canal y se fusiona con la oferta de "Les Chaînes Canal+". La marca sigue siendo CanalSat en Suiza.

## Historia
En 1992, se fundó Canal, como Canal Satellite, y los accionistas eran Groupe Canal+ (66 por ciento) y Lagardere Active (34 por ciento), una filial de Lagardère.
El 27 de abril de 1996, se lanzó como plataforma digital por satélite, que fue la primera en Europa.
En el libro High Above, que contiene la historia de la fundación y el desarrollo del operador europeo líder en satélites, SES Astra, se explica el auge de Canal+ y el establecimiento de Canal Satellite como uno de los principales proveedores de televisión por satélite en Europa.
El 15 de noviembre de 2016, Canalsat fue rebautizado como Canal.
El 1 de agosto de 2019, Canal cambió su nombre a Canal+ para alinearlo con el canal del mismo nombre.